# Anna Bernholm
Anna Maria Gunilla Bernholm (ur. 5 marca 1991) – szwedzka judoczka. Olimpijka z Tokio 2020, gdzie zajęła dziewiąte miejsce w wadze średniej.
Piąta na mistrzostwach świata w 2019; uczestniczka zawodów w 2011, 2013, 2014, 2015, 2017, 2018, 2022 i 2023. Startowała w Pucharze Świata w latach 2011-2017. Trzecia na igrzyskach europejskich w 2019. Piąta na mistrzostwach Europy w 2017 i siódma w 2013. Wygrała mistrzostwa nordyckie w 2008 roku.

## Letnie Igrzyska Olimpijskie 2020
| Konkurencja | Eliminacje             | Eliminacje             | Klas. końcowa |
| Konkurencja | Przeciwnik I           | Przeciwnik II          | Miejsce       |
| ----------- | ---------------------- | ---------------------- | ------------- |
| 70 kg       | Nihel Landolsi (TUN) Z | Alice Bellandi (ITA) P | 9.            |